# Freaky Friday (2003)
Freaky Friday is een Amerikaanse komische familiefilm uit 2003 onder regie van Mark Waters. De film is gebaseerd op het gelijknamige boek van schrijfster Mary Rodgers en op de gelijknamige film uit 1976. De film vertelt het verhaal van een moeder en dochter die elkaars tegenpolen zijn en verrast worden als ze op een ochtend op magische wijze van lichaam veranderen. Jamie Lee Curtis en Lindsay Lohan hebben de hoofdrollen in de film. De film zorgde voor de definitieve doorbraak van Lohan.
Een vervolgfilm staat gepland in augustus 2025, 22 jaar na het uitbrengen van de eerste film, uitgebracht te worden onder de naam Freakier Friday.

## Verhaal
De 15-jarige Anna vindt dat haar moeder, die werkt als psychiater, veel te snel trouwt met haar vriend Ryan en uit dit door een rebel te zijn. Wanneer ze in een chic restaurant hierover publieke ruzie krijgen, spreidt de grootmoeder van de familie van de eigenaar, die dit ziet, een vloek over hen via een Chinees gelukskoekje.
Wanneer ze de volgende ochtend wakker worden, zijn ze gechoqueerd als ze tot een ontdekking komen dat ze van lichaam zijn veranderd. Om te voorkomen dat mensen denken dat ze gestoord zijn, doen ze alsof er niets aan de hand is. Problemen ontstaan als Anna nu moet doen alsof ze verliefd is op Ryan, die ze eigenlijk haat en zich voor moet doen als een van de beste psychiaters van het land.
Maar ook Tess heeft het niet simpel, als zij stoer moet overkomen als een typische rebel die zich wild kleedt, in een band speelt, gestoorde vrienden heeft en verliefd is op Jake, de hunk van de school die een motor heeft.
Hoewel het lastig is hun geheim daadwerkelijk geheim te houden, ontdekken ze tijdens het avontuur dat het leven dat de ander leidt niet geheel verschrikkelijk is. Daarnaast leren ze ook nog iets van elkaar.

## Rolverdeling
| acteur              | personage          |
| ------------------- | ------------------ |
| Jamie Lee Curtis    | Tess Coleman       |
| Lindsay Lohan       | Anna Coleman       |
| Mark Harmon         | Ryan Volvo         |
| Harold Gould        | opa Alan Coleman   |
| Chad Michael Murray | Jake               |
| Stephen Tobolowsky  | meneer Elton Bates |
| Christina Vidal     | Maddie             |
| Ryan Malgarini      | Harry Coleman      |
| Haley Hudson        | Peg                |
| Rosalind Chao       | Pei-Pei            |
| Lucille Soong       | moeder van Pei-Pei |
| Willie Garson       | Evan               |
| Dina Spybey         | Dottie Robertson   |
| Julie Gonzalo       | Stacey Hinkhouse   |
| Marc McClure        | Boris              |
| Cayden Boyd         | vriend van Harry   |

## Productie
Het concept van de film ontstond in 2000, toen Andrew Gunn met werknemers van The Walt Disney Studios samenkwam om te praten over ideeën die hij had voor projecten. Gunn vertelde dat hij óf de Disneyklassieker Escape to Witch Mountain wilde verfilmen, óf Freaky Friday.
Gunn en de werknemers vonden het idee van een realistische relatie tussen moeder en dochter het meest interessant en ze begonnen al gauw naar een crew te zoeken. Heather Hach, die destijds een jonge scenariste was voor Disney, wist een indruk achter te laten op Gunn en werknemer Kristin Burr, waardoor ze er op doordramden haar de taak als scenariste te geven.
Gunn wilde bij de keuze van de acteurs Jodie Foster, die in 1976 de dochter speelde, nu voor de rol van de moeder. Foster weigerde en argumenteerde dat de "stunt" meer effect zou hebben dan de film zelf.
Annette Bening en Tom Selleck werden niet veel later gekozen als Tess Coleman en Ryan. Toen ze allebei uit de film stapten voordat het filmen begon, werden ze vervangen voor Jamie Lee Curtis en Mark Harmon.
Lindsay Lohan werd geselecteerd nadat het al bekend was dat Curtis erin te zien zou zijn. Nadat haar verteld werd dat Lohan haar dochter zou spelen, vroeg zij welke tweelingzus dit was uit The Parent Trap.
Gwen Stefani en Kelly Osbourne werden de rollen van de bandleden en vrienden van Anna aangeboden. Stefani weigerde de rol, maar Osbourne accepteerde deze. Ze werd echter al snel gedwongen zich terug te trekken.